# Boliviaans voetbalelftal in 2015
Het Boliviaans voetbalelftal speelde tien officiële interlands in het jaar 2015, waaronder vier duels tijdens de strijd om de Copa América. La Verde ("De Groenen") stond onder leiding van oud-doelman Mauricio Soria. Na de strijd om de Copa América in Chili moest hij plaatsmaken voor Julio César Baldivieso. Op de in 1993 geïntroduceerde FIFA-wereldranglijst steeg Bolivia in 2015 van de 84ste (januari 2015) naar de 68ste plaats (december 2015).

## Balans
| Wedstrijden | Wedstrijden | Wedstrijden | Wedstrijden | Doelpunten | Doelpunten | Doelpunten | Punten |
| Gespeeld    | Winst       | Gelijk      | Verlies     | Voor       | Tegen      | Saldo      | Punten |
| ----------- | ----------- | ----------- | ----------- | ---------- | ---------- | ---------- | ------ |
| 10          | 2           | 1           | 7           | 9          | 30         | –21        | 0.500  |

## Interlands
|                                                   | |       |         | |
| 6 juni Vriendschappelijk № 419 «onderlinge duels» | Argentinië                                                                                                | 5 – 0 | Bolivia | Estadio San Juan del Bicentenario, San Juan Toeschouwers: 18.000 Scheidsrechter: Jorge Osorio (CHI) |
| 6 juni Vriendschappelijk № 419 «onderlinge duels» | Ángel Di María 25' Sergio Agüero 29' (pen.) Sergio Agüero 31' Sergio Agüero 51' Ángel Di María 55' (pen.) |       |         | Estadio San Juan del Bicentenario, San Juan Toeschouwers: 18.000 Scheidsrechter: Jorge Osorio (CHI) |

| Copa América |
| ------------ |

|                                                                 |        |       |         |                                                                                            |
| 12 juni Copa América Groep A № 420 «onderlinge duels» 20:30 uur | Mexico | 0 – 0 | Bolivia | Estadio Sausalito, Viña del Mar Toeschouwers: 14.987 Scheidsrechter: Enrique Cáceres (PAR) |
| 12 juni Copa América Groep A № 420 «onderlinge duels» 20:30 uur |        |       |         | Estadio Sausalito, Viña del Mar Toeschouwers: 14.987 Scheidsrechter: Enrique Cáceres (PAR) |

|                                                                 |                                             |       |                                                                        |                                                                                                   |
| 15 juni Copa América Groep A № 421 «onderlinge duels» 18:00 uur | Ecuador                                     | 2 – 3 | Bolivia                                                                | Estadio Elías Figueroa Brander, Valparaíso Toeschouwers: 5.982 Scheidsrechter: Joel Aguilar (SLV) |
| 15 juni Copa América Groep A № 421 «onderlinge duels» 18:00 uur | Enner Valencia 48' (pen.) Miler Bolaños 81' |       | 5' Ronald Raldes 17' Martin Smedberg-Dolance 43' (pen.) Marcelo Moreno | Estadio Elías Figueroa Brander, Valparaíso Toeschouwers: 5.982 Scheidsrechter: Joel Aguilar (SLV) |

|                                                                 | |       |         |                                                                                    |
| 19 juni Copa América Groep A № 422 «onderlinge duels» 20:30 uur | Chili                                                                                               | 5 – 0 | Bolivia | Estadio Nacional, Santiago Toeschouwers: 45.601 Scheidsrechter: Andrés Cunha (URU) |
| 19 juni Copa América Groep A № 422 «onderlinge duels» 20:30 uur | Charles Aránguiz 2' Alexis Sánchez 36' Charles Aránguiz 65' Gary Medel 78' Ronald Raldes 85' (e.d.) |       |         | Estadio Nacional, Santiago Toeschouwers: 45.601 Scheidsrechter: Andrés Cunha (URU) |

|                                                                     |                           |       |                                                                         |                                                                                                  |
| 25 juni Copa América Kwartfinale № 423 «onderlinge duels» 20:30 uur | Bolivia                   | 1 – 3 | Peru                                                                    | Estadio Municipal Germán Becker, Temuco Toeschouwers: 16.872 Scheidsrechter: Wilmar Roldán (COL) |
| 25 juni Copa América Kwartfinale № 423 «onderlinge duels» 20:30 uur | Marcelo Moreno 83' (pen.) |       | 19' José Paolo Guerrero 22' José Paolo Guerrero 73' José Paolo Guerrero | Estadio Municipal Germán Becker, Temuco Toeschouwers: 16.872 Scheidsrechter: Wilmar Roldán (COL) |

|  |  |  |  |  |  |  |  |  |

|                                                        | |       |         |                                                                                           |
| 4 september Vriendschappelijk № 424 «onderlinge duels» | Argentinië | 7 – 0 | Bolivia | Cowboys Stadium, Dallas Toeschouwers: 22.000 Scheidsrechter: César Ramos Palazuelos (MEX) |
| 4 september Vriendschappelijk № 424 «onderlinge duels» | Ezequiel Lavezzi 6' Kun Agüero 34' Ezequiel Lavezzi 41' Kun Agüero 59' Lionel Messi 67' Lionel Messi 75' Ángel Correa 84' |       |         | Cowboys Stadium, Dallas Toeschouwers: 22.000 Scheidsrechter: César Ramos Palazuelos (MEX) |

|                                                                   |         |                                    |         |                                                                                            |
| 8 oktober Kwalificatie WK 2018 № 425 «onderlinge duels» 16:00 uur | Bolivia | 0 – 2                              | Uruguay | Estadio Hernando Siles, La Paz Toeschouwers: 26.000 Scheidsrechter: Patricio Loustau (ARG) |
| 8 oktober Kwalificatie WK 2018 № 425 «onderlinge duels» 16:00 uur |         | 10' Martín Cáceres 68' Diego Godín |         | Estadio Hernando Siles, La Paz Toeschouwers: 26.000 Scheidsrechter: Patricio Loustau (ARG) |

|                                                                    |                                               |       |         |                                                                                           |
| 13 oktober Kwalificatie WK 2018 № 426 «onderlinge duels» 16:00 uur | Ecuador                                       | 2 – 0 | Bolivia | Estadio Olímpico Atahualpa, Quito Toeschouwers: 35.000 Scheidsrechter: Sandro Ricci (BRA) |
| 13 oktober Kwalificatie WK 2018 № 426 «onderlinge duels» 16:00 uur | Miler Bolaños 81' Felipe Caicedo 90+5' (pen.) |       |         | Estadio Olímpico Atahualpa, Quito Toeschouwers: 35.000 Scheidsrechter: Sandro Ricci (BRA) |

|                                                                     |                                                                                       |       |                                     |                                                                                           |
| 12 november Kwalificatie WK 2018 № 427 «onderlinge duels» 16:00 uur | Bolivia                                                                               | 4 – 2 | Venezuela                           | Estadio Hernando Siles, La Paz Toeschouwers: 19.000 Scheidsrechter: Víctor Carrillo (PER) |
| 12 november Kwalificatie WK 2018 № 427 «onderlinge duels» 16:00 uur | Rodrigo Ramallo 19' Juan Caros Arce 23' (pen.) Rodrigo Ramallo 45+1' Ruby Cardozo 49' |       | 32' Mario Rondón 55' Richard Blanco | Estadio Hernando Siles, La Paz Toeschouwers: 19.000 Scheidsrechter: Víctor Carrillo (PER) |

|                                                                     |                                     |       |                 |                                                                                               |
| 17 november Kwalificatie WK 2018 № 428 «onderlinge duels» 20:00 uur | Paraguay                            | 2 – 1 | Bolivia         | Estadio Defensores del Chaco, Asuncion Toeschouwers: 20.000 Scheidsrechter: José Argote (VEN) |
| 17 november Kwalificatie WK 2018 № 428 «onderlinge duels» 20:00 uur | Dario Lezcano 62' Lucas Barrios 65' |       | 59' Yasmani Duk | Estadio Defensores del Chaco, Asuncion Toeschouwers: 20.000 Scheidsrechter: José Argote (VEN) |

## FIFA-wereldranglijst
| JAN | FEB | MAR | APR | MEI | JUN | JUL | AUG | SEP | OKT | NOV | DEC |
| --- | --- | --- | --- | --- | --- | --- | --- | --- | --- | --- | --- |
| 84  | 92  | 92  | 92  | 92  | 89  | 66  | 67  | 67  | 67  | 77  | 68  |

## Statistieken
| Romel Quiñónez          | 1992-06-25 | Club Bolívar           | 5 | 0 | 0 | 12 | 0  |
| Daniel Vaca             | 1978-11-03 | The Strongest          | 5 | 0 | 0 | 14 | 0  |
| Verdediging             |            |                        |   |   |   |    |    |
| Edward Zenteno          | 1984-12-05 | Jorge Wilstermann      | 9 | 0 | 0 |    |    |
| Leonel Morales          | 1988-09-02 | Sport Boys Warnes      | 7 | 0 | 0 |    |    |
| Ronald Raldés           | 1981-04-20 | Oriente Petrolero      | 5 | 2 | 1 |    |    |
| Miguel Hurtado          | 1985-07-04 | Club Blooming          | 4 | 1 | 0 |    |    |
| Fernando Marteli        | 1986-02-08 | The Strongest          | 4 | 0 | 0 |    |    |
| Cristian Coimbra        | 1988-12-31 | Club Blooming          | 2 | 1 | 0 |    |    |
| Enrique Flores          | 1994-02-01 | Universitario de Sucre | 2 | 0 | 0 |    |    |
| Edemir Rodríguez        | 1984-10-21 | Club Bolívar           | 2 | 0 | 0 |    |    |
| Juan Carlos Zampiery    | 1989-09-28 | Sport Boys Warnes      | 2 | 0 | 0 |    |    |
| Alejandro Meleán        | 1987-06-16 | Oriente Petrolero      | 1 | 1 | 0 |    |    |
| Erwin Saavedra          | 1996-02-22 | Club Bolívar           | 1 | 1 | 0 |    |    |
| Jair Torrico            | 1986-08-02 | The Strongest          | 1 | 0 | 0 |    |    |
| Marvin Bejarano         | 1988-03-06 | Oriente Petrolero      | 0 | 4 | 0 |    |    |
| Abraham Cabrera         | 1991-02-20 | The Strongest          | 0 | 1 | 0 |    |    |
| Middenveld              |            |                        |   |   |   |    |    |
| Alejandro Chumacero     | 1991-04-22 | The Strongest          | 7 | 1 | 0 |    |    |
| Walter Veizaga          | 1986-04-22 | The Strongest          | 6 | 1 | 0 |    |    |
| Martin Smedberg-Dalence | 1984-05-10 | IFK Göteborg           | 6 | 0 | 1 |    |    |
| Danny Bejarano          | 1994-01-03 | Panaitolikos Agrinio   | 6 | 0 | 0 |    |    |
| Jhasmani Campos         | 1988-05-10 | Kazma Adailiya         | 4 | 1 | 0 |    |    |
| Damián Lizio            | 1989-06-30 | Club Bolívar           | 3 | 5 | 0 |    |    |
| Ronald Eguino           | 1988-02-20 | Club Bolívar           | 3 | 2 | 0 | 12 | 0  |
| Pablo Escobar           | 1979-02-23 | The Strongest          | 2 | 2 | 0 |    |    |
| Rudy Cardozo            | 1990-02-14 | Club Bolívar           | 2 | 1 | 1 |    |    |
| Samuel Galindo          | 1992-04-18 | Club Petrolero         | 1 | 0 | 0 |    |    |
| Diego Bejarano          | 1994-01-03 | Panaitolikos Agrinio   | 1 | 0 | 0 | 10 | 1  |
| Sebastián Gamarra       | 1997-01-15 | AC Milan               | 1 | 0 | 0 | 1  | 0  |
| Raúl Castro             | 1989-08-19 | The Strongest          | 1 | 0 | 0 | 2  | 0  |
| Damir Miranda           | 1985-10-06 | Club Bolívar           | 0 | 2 | 0 |    |    |
| Jaime Arrascaita        | 1993-09-02 | Club Bolívar           | 0 | 1 | 0 | 5  | 1  |
| Aanval                  |            |                        |   |   |   |    |    |
| Marcelo Moreno          | 1987-06-18 | Changchun Yatai        | 6 | 0 | 2 | 54 | 14 |
| Ricardo Pedriel         | 1987-01-19 | Mersin İdman Yurdu     | 3 | 2 | 0 |    |    |
| Juan Carlos Arce        | 1985-04-10 | Club Bolívar           | 3 | 0 | 1 |    |    |
| Yasmani Duk             | 1988-03-01 | Sport Boys Warnes      | 2 | 2 | 1 |    |    |
| Rodrigo Ramallo         | 1990-10-14 | The Strongest          | 2 | 1 | 2 |    |    |
| Alcides Peña            | 1989-01-14 | Oriente Petrolero      | 1 | 0 | 0 |    |    |
| Gilbert Álvarez         | 1992-04-07 | Real Potosí            | 0 | 2 | 0 |    |    |
| Óscar Díaz              | 1985-10-22 | Jorge Wilstermann      | 0 | 1 | 0 |    |    |
| José Rios               | 1986-03-20 | Club Atlético Ciclón   | 0 | 1 | 0 |    |    |

FBF · A-internationals · Selecties · Bondscoaches · Statistieken · Boliviaans vrouwenelftal · Olympisch elftal · Bolivia U21 · Bolivia U20 · Bolivia U19 · Bolivia U18 · Bolivia U17
1926–1949 · 
1950–1959 · 
1960–1969 · 
1970–1979 · 
1980–1989 · 
1990–1999 · 
2000–2009 · 
2010–2019 ·
2020−2029
CC 1999
WK 1930 · 
WK 1950 · 
WK 1994
1926 · 
1927 · 
1927 · 1928 · 1929 · 
1930 · 
1931 · 1932 · 1933 · 1934 · 1935 · 1936 · 1937 · 
1938 · 
1939 · 1940 · 1941 · 1942 · 1943 · 1944 · 
1945 · 
1946 · 
1947 · 
1948 · 
1949 · 
1950 · 
1951 · 1952 · 
1953 · 
1954 · 1955 · 1956 · 
1957 · 
1958 · 
1959 · 
1960 · 
1961 · 
1962 · 
1963 · 
1964 · 
1965 · 
1966 · 
1967 · 
1968 · 
1969 · 
1970 · 
1971 · 
1972 · 
1973 · 
1974 · 
1975 · 
1976 · 
1977 · 
1978 · 
1979 · 
1980 · 
1981 · 
1982 · 
1983 · 
1984 · 
1985 · 
1986 · 
1987 · 
1988 · 
1989 · 
1990 · 
1991 · 
1992 · 
1993 · 
1994 · 
1995 · 
1996 · 
1997 · 
1998 · 
1999 · 
2000 · 
2001 · 
2002 · 
2003 · 
2004 · 
2005 · 
2006 · 
2007 · 
2008 · 
2009 · 
2010 ·
2011 · 
2012 · 
2013 · 
2014 · 
2015 · 
2016 ·
2017 ·
2018 ·
2019 ·
2020 ·
2021 ·
2022 ·
2023 ·
2024
Algerije ·
Andorra ·
Argentinië ·
Brazilië ·
Bulgarije · 
Chili ·
Colombia ·
Costa Rica ·
Cuba ·
Curaçao ·
DDR ·
Duitsland ·
Ecuador ·
Egypte ·
El Salvador ·
Finland ·
Frankrijk ·
Griekenland ·
Guatemala ·
Guyana ·
Haïti ·
Honduras ·
Hongarije ·
Ierland ·
IJsland ·
Irak ·
Iran ·
Jamaica ·
Japan ·
Joegoslavië ·
Kameroen ·
Letland ·
Mexico ·
Myanmar ·
Nicaragua ·
Noord-Korea ·
Oezbekistan ·
Panama ·
Paraguay ·
Peru ·
Polen ·
Portugal ·
Roemenië ·
Rusland ·
Saoedi-Arabië ·
Senegal ·
Servië ·
Slowakije ·
Spanje ·
Trinidad en Tobago ·
Tsjecho-Slowakije ·
Uruguay ·
Venezuela ·
Verenigde Arabische Emiraten ·
Verenigde Staten ·
Zuid-Afrika ·
Zuid-Korea ·
Zwitserland